# PFK Metalurg Zaporižžja
Metalurh je ukrajinski profesionalni nogometni klub iz grada Zaporižžja.
Od od 1992. stalno nastupa u Ukrajinskoj 1. ligi. Klub je osnovan 1935. godine. Igraju na stadionu stadion "Slavutyč-Arena" koji se trenutno renovira.
22. travnja 2006. predsjednik kluba Viktor Mežeiko je dobio otkaz te je zamijenjen dotadašnjim dopredsjednikom Andrijem Kurhanskim.
2006. su dosegli finale nacionalnog kupa, no, poraženi su 1:0 od Dinama iz Kijeva.